# Primär skleroserande kolangit
Primär skleroserande kolangit (ibland stavat cholangit), förkortat PSC, är en ovanlig sjukdom som primärt engagerar gallvägarna. Obstruktion av gallflödet ger leverpåverkan som kan resultera i cirros efter 10-15 års sjukdom. Vanligen har den drabbade en inflammatorisk tarmsjukdom.
Uppskattningsvis 75-90 procent av de patienter som har PSC har även en inflammatorisk tarmsjukdom. Primär skleroserande kolangit är en kronisk leversjukdom vars underliggande orsak tros vara autoimmunitet. I takt med att utvecklingen av ERCP (endoskopisk retrograd kolangiopankreatografi) och MRCP (magnetisk resonsanskolangio-pankreatikografi) har gått framåt, har även antalet rapporterade fall av PSC ökat.